# Fantasy storico
Il fantasy storico è un sottogenere del fantasy che per alcuni versi può essere accostato al romanzo storico. Il legame con la storia può essere sviluppato in quattro modi diversi:
- la storia è ambientata in un ambiente storico ben preciso ma con elementi fantasy come l'esistenza della magia o di alcune creature mitologiche, spesso nascosti a chi non è direttamente coinvolto alla loro esistenza in modo che la storia continui il suo ciclo normale così come lo conosciamo noi.
- la storia è chiaramente ispirata ad antichi miti o leggende, con particolare attenzione alla resa della realtà storica dell'epoca del mito;
- la storia è ambientata in un mondo alternativo nel quale, fino a un certo punto, gli eventi si sono svolti così come li conosciamo noi, ma che poi diverge dalla nostra storia per narrare fatti mai accaduti sulla Terra.
- la storia si svolge in un mondo secondario nel quale sono chiaramente riconoscibili luoghi e avvenimenti del nostro passato.

## Autori
- Francesca Angelinelli
- Jean M. Auel
- Marion Zimmer Bradley
- Mariangela Cerrino
- Pier Francesco Liguori
- Susanna Clarke
- Michael Crichton
- David Gemmell
- Lian Hearn
- Guy Gavriel Kay
- Katharine Kerr
- Katherine Kurtz
- Valerio Massimo Manfredi
- Ana María Matute
- Naomi Novik
- Andrea Oliva
- Giuseppe Pederiali
- Rick Riordan
- Harry Turtledove